# Quirinskapelle (Gosheim)

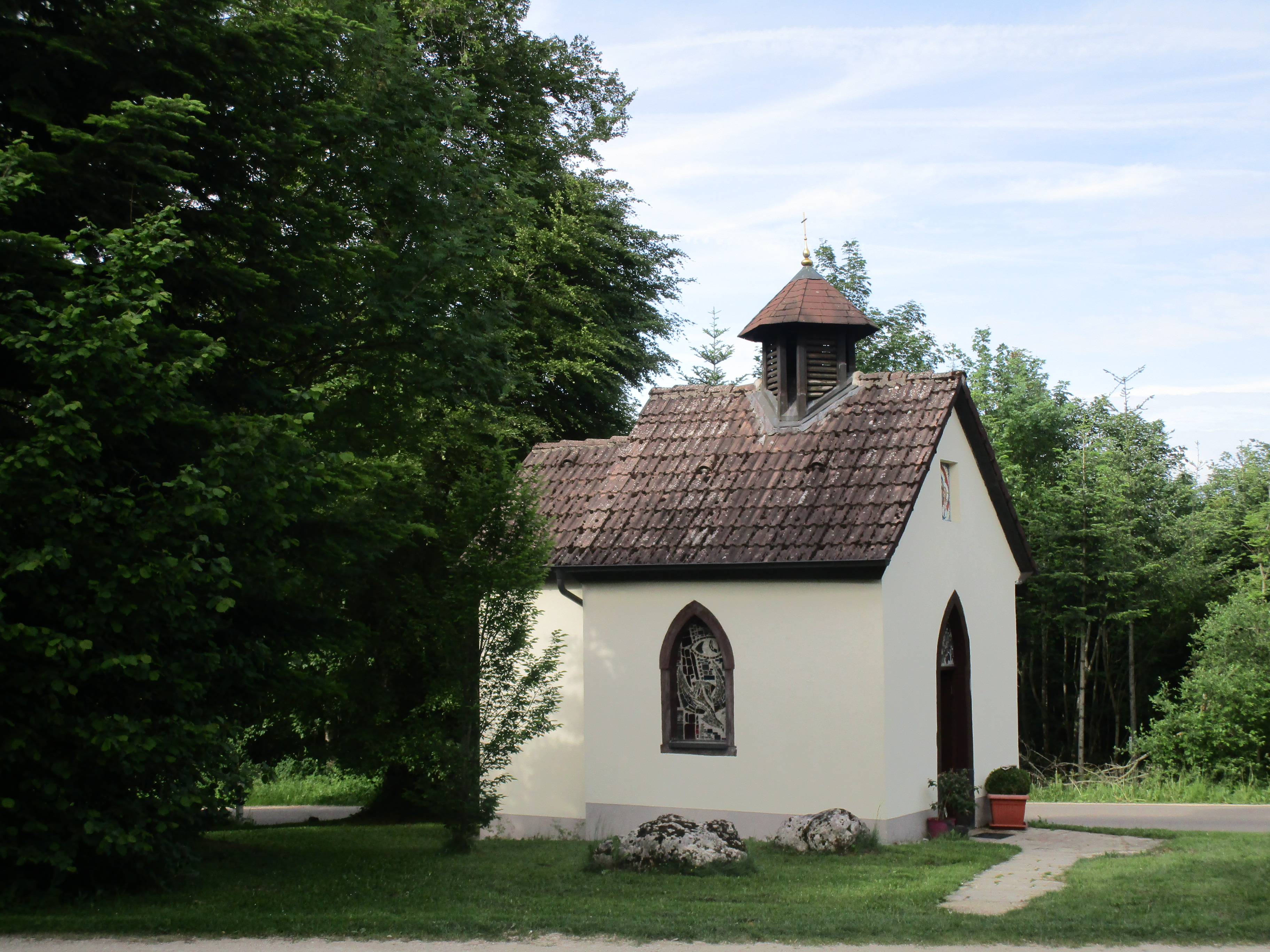
Die Quirinskapelle oberhalb von Gosheim

Die Quirinskapelle ist ein Sakralbau im Wald oberhalb der Gemeinde Gosheim (Landkreis Tuttlingen) auf der Schwäbischen Alb auf einer Höhe von 987 m ü. NHN. Sie entstand im Jahr 1858.
Die Kapelle wurde im Dezember 2007 in die Liste der Kulturdenkmäler aufgenommen.

## Bau

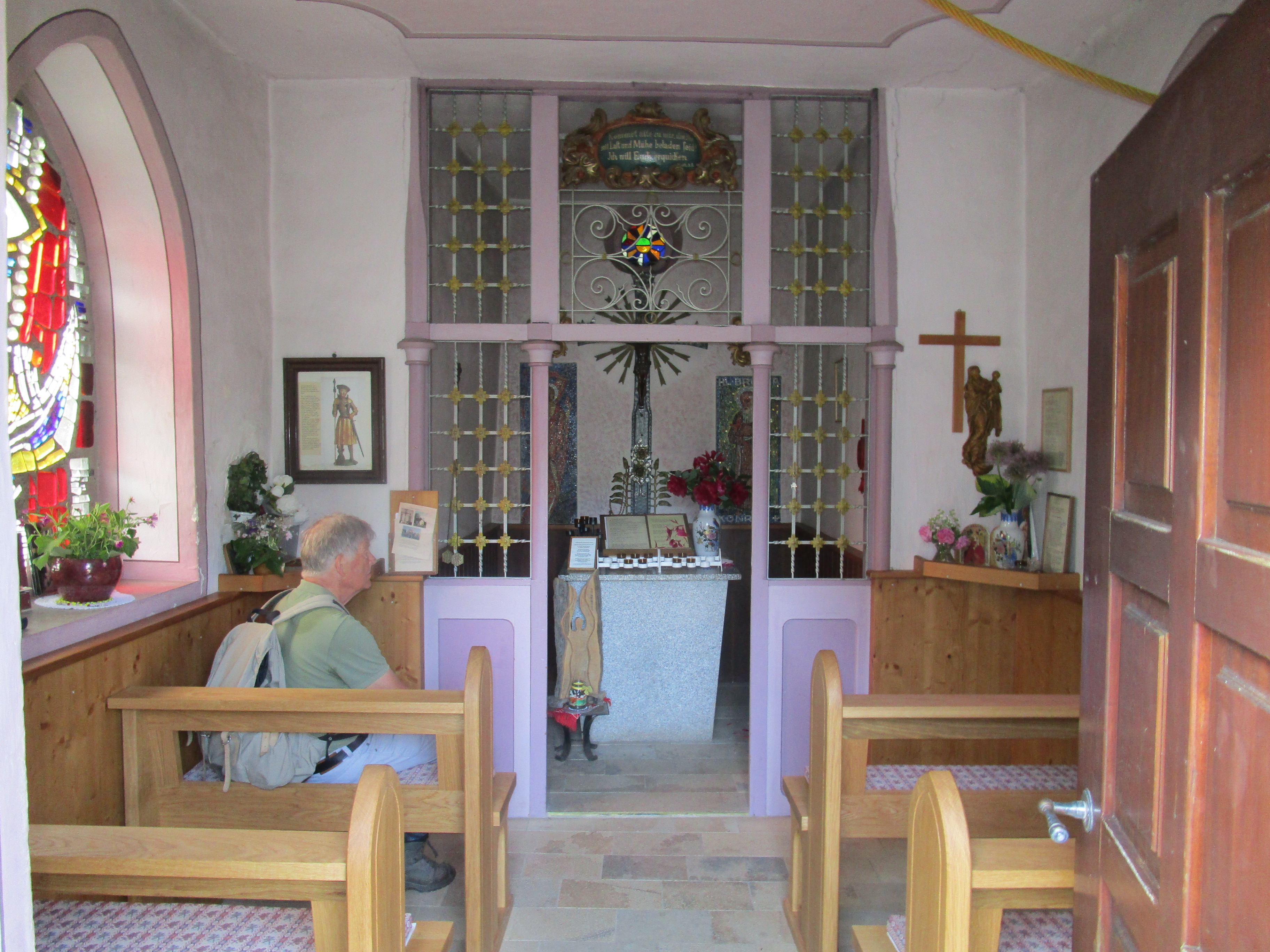
Die vier Bänke bieten Platz für vier Menschen.

Die Kapelle ist ein kleiner, schlichter Bau. An den Kapellenraum schließt sich ein eingezogener Chor an. Auf das Dach des Hauptraumes ist ein kleiner, viereckiger und an den Seiten mit Holzlamellen versehener Dachreiter aufgesetzt. Auf ihm finden sich eine Halb- und darüber eine Kugel, auf der ein Kreuz steht. Kugeln und Kreuz sind vergoldet. Im Dachreiter hängt eine von unten sichtbare Glocke. Die Eingangstür auf der Westseite und die Fenster auf den Nord- und Südseiten bilden gotische Formen nach. Hoch über der Eingangstür liegt ein rechteckiges Farbmosaik mit einer Darstellung Marias mit dem Jesuskind. Als Tympanon über der rechteckigen Eingangstür ist ein in Beton gerahmtes Farbglasfenster mit weißem und rotem Glas, dessen Form ein Kreuz darstellt, eingebaut. Die beiden Farbglasfenster an den Seiten zeigen auf der linken Seite die Hl. Dreifaltigkeit: Das Auge für Gott Vater, die Taube für den Hl. Geist, das rote Kreuz für Jesus Christus, die andere Seite stellt den Hl. Wendelin dar, der Patron der Hirten und Herden. Das runde Glasfenster im Altarraum ist hoch angebracht. Alle Glasfenster sind Arbeiten aus dem 20. Jahrhundert in modernem Stil, bei denen das Glas fest in Beton eingelassen ist.

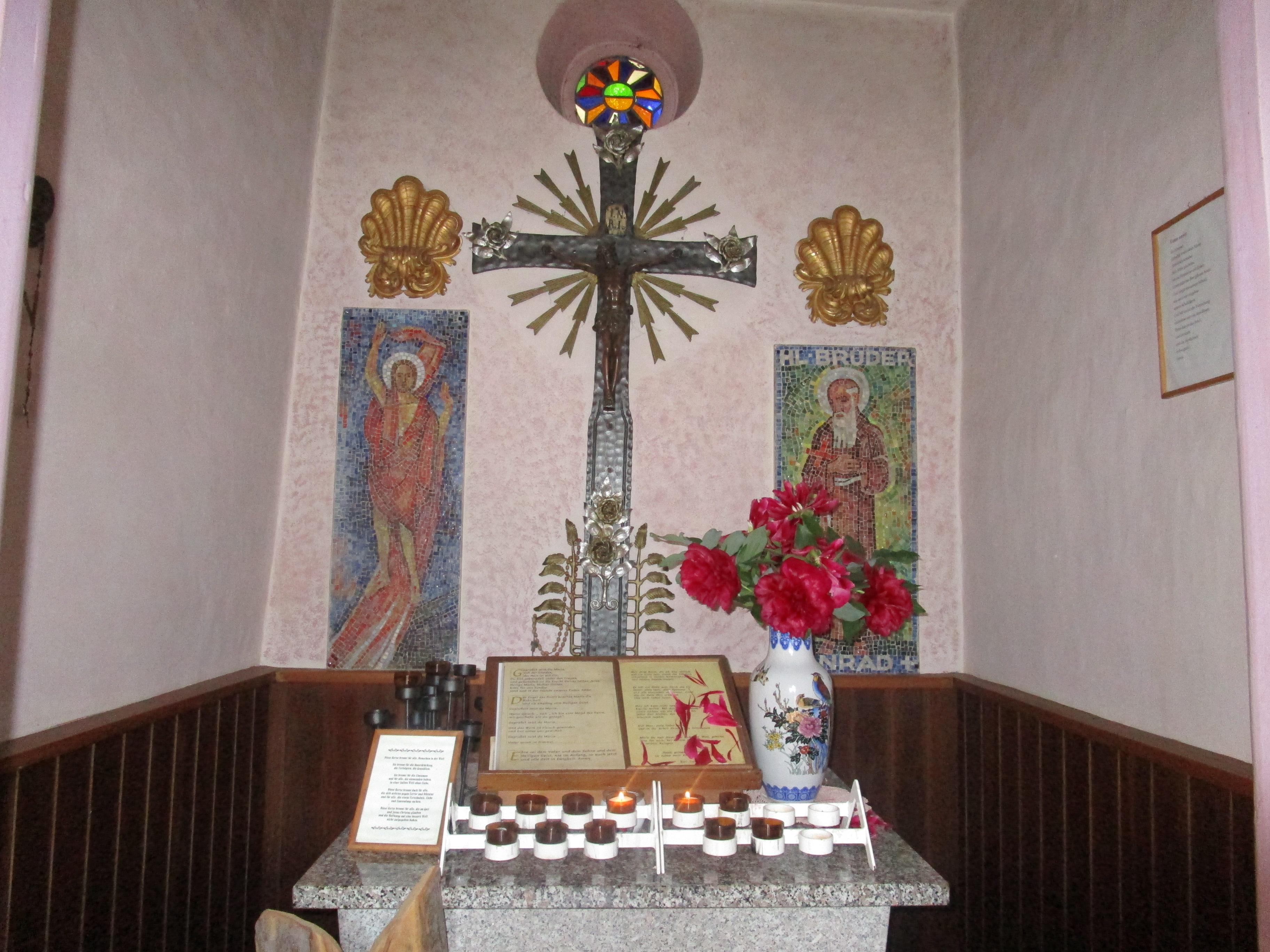
Altarraum im Chor

Im Inneren gibt es links und rechts des Mittelgangs zwei Bankreihen mit nur je zwei Sitzplätzen. Der Altarbereich ist durch eine Altarschranke, einen Holzrahmen mit Metallgittern, optisch abgetrennt, in der Mitte aber frei zugänglich. Auf einem mit Verzierungen geschnitzten Holzschild oben in der Mitte der Altarschranke steht: „Kommt alle zu mir, die Ihr mit Last und Mühe beladen seid. Ich will Euch erquicken.“ Auf dem Altartisch aus Granit stehen auf einem Gestell ein aufgeschlagener Text und neben diesem Gestell eine Vase mit Blumen. Ein Kreuz aus Eisen in Formen des 19. Jahrhunderts ist hinter dem Altar angebracht. An der Ostwand finden sich zwei Farbmosaike, links: Auferstehung Christ, rechts die Darstellung des „Hl. Bruder Konrad“. Auf dem Altar können Opferkerzen aufgestellt werden. An den Wänden der Kapelle hängen Bilder, der Informationstext über Entstehung und Erhaltung der Kapelle, eine Erinnerung an die Witwe des Erbauers, Texte mit Liedern sowie ein *Gedicht von W. Marquart über die Quirinskapelle. Das Tau, mit dem die Glocke im Dachreiter geläutet werden kann, ist durch ein kleines Loch in der flachen Decke in den Kapellenraum geführt und ist an der Wand befestigt.
Gedicht Quirins-Kirchlein
In einem kleinen Bilderrahmen an einer der Wände findet sich dieser Reim:
DAS QUIRINS - KIRCHLEIN
Geh nicht vorbei, hemm’ Deinen Schritt,

ein Weilchen ruh’ Dich bei mir aus.

nimm Stärkung für die Seele mit,

vergiss des Alltags Sturmgebraus.

Ich möchte Die so manches sagen
 
von jenen, die mich eins gebaut,
 
oft hört ich bittres Weheklagen,

manch unschuldsfrohen Kinderlaut.

Manch junger Mann nahm Abschied hier,

musst in des Kriege Fron,

manch Mütterlein kam her zu mir,

beweint den toten Sohn.

Einst weideten hier im Gefild’

die Herden unter Bäumen,

ein köstlich Bild, ein himmlisch Bild,

ich schau’s manchmal in Träumen.

Die Zeit steht nicht, sie eilt dahin

mit riesenhaften Schritten

und irgendwann lernt auch Dein Sinn
 
das Danken und das Bitten.

Arm war an einst, doch inniglich

hat man auf Gott vertraut

und wenn in’s Haus die Krankheit schlich,

hat man zu Kreuz geschaut.

Und ziehst Du weiter Wandersmann

nimmst stürmisch jede Meile,

auch im Erfolg halt einmal an

und raste eine Weile.

Besuch’ mich über Fels und Stein,

bei Sonne Regen, Schnee,

die offne Tür lädt stets Dich ein

in waldumrauschter Höh’. (Walter Marquart)

## Geschichte
Der Uhrmacher Quirin Weiß aus Gosheim ließ diese Kapelle errichten. In einem an der Innenwand der Kapelle angebrachten Schild heißt es zur Entstehung:
Urkunde. Die Kapelle auf Gosheimer Gemarkung Heuberg am Wallfahrtsweg zum Dreifaltigkeitsberg wurde von Quirin Weiß, Uhrmacher, im Jahre 1858 infolge eines Versprechens in einer schweren Krankheit auf Grund und Boden der Gemeinde Gosheim erbaut. Am 27. August 1858 wurde sie geweiht zur Ehre der Hochhl. Dreifaltigkeit. Sie soll Tag und Nacht offen stehen. Der Wanderer soll Schutz finden bei Unwetter, dem Pilger sei sie eine Stätte der Andacht. Der Bauer, der vom Felde heimkommt, möge hier ausruhen in stiller Einkehr. Gott segne die Gemarkung, auf der sie steht, und lasse alle, die vorübergehen, glücklich heimkommen. Gosheim, im Januar 1929. Maria Weiß geb. Hugger.
Darunter steht als Zusatz:
Quirin Weiß, geboren den 4. Juni 1835 und starb den 9. Dezember 1876. Seine Ehefrau Maria Weiß, geb. Hugger, starb im Jahre 1930. Sie überlebte ihren Ehemann um fast 60 Jahre und hat bis zu ihrem Tode die Kapelle in gutem Stand erhalten. In ihrem 90. Lebensjahre machte sie allen Nachkommen in ihrem Geschlechte die Auflage, nach ihrem Tod für die Erhaltung der Kapelle zu sorgen.
Die Quirinskapelle stellt eine Zwischenstation auf dem Pilgerweg zum Dreifaltigkeitsberg dar. Im Jahr 1984 wurde eine Glocke in einem Dachreiter geweiht. Bei diesem Anlass fiel die Entscheidung, Quirinus von Neuss als Nebenpatron zu wählen.

Das Innere der Quirinskapelle
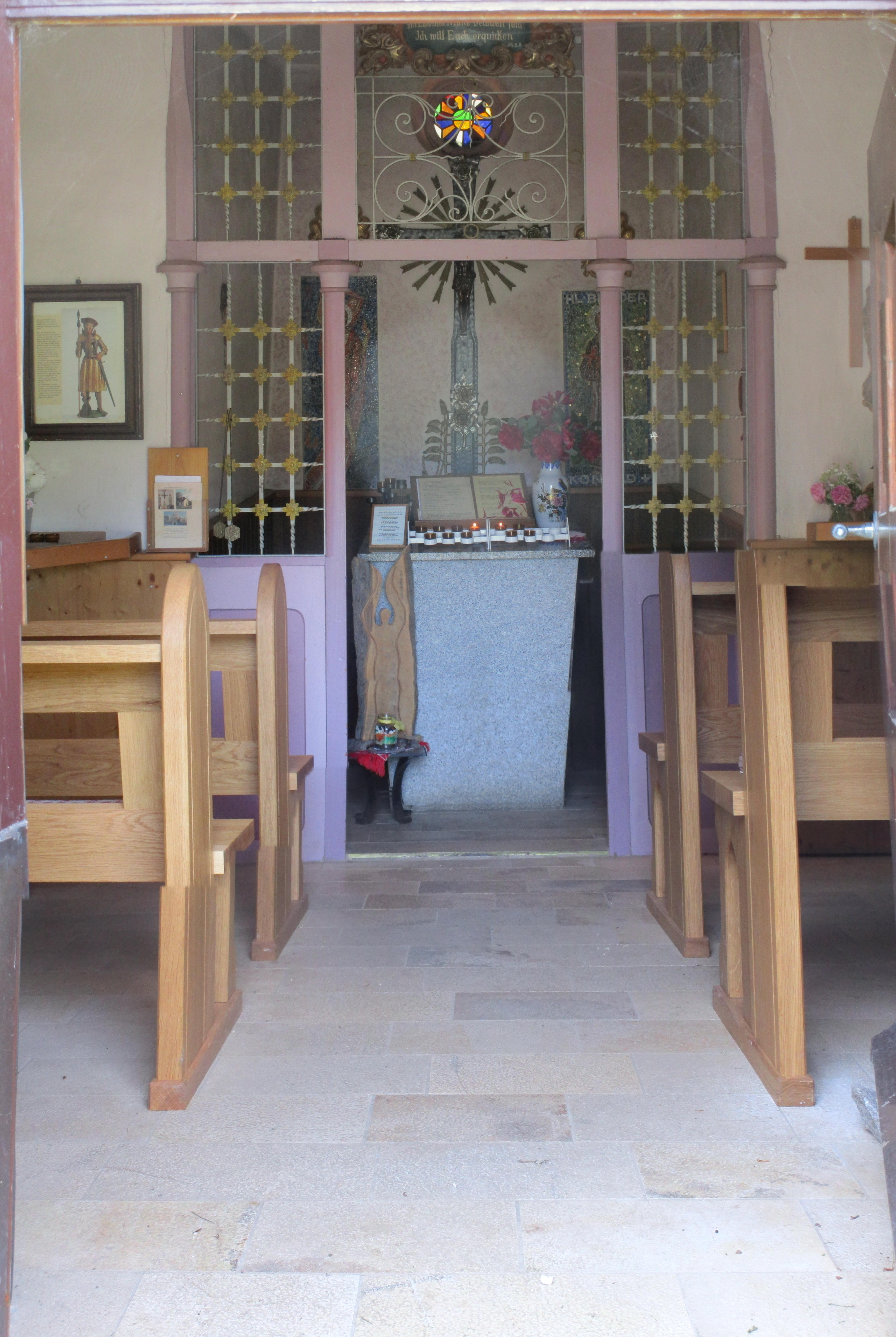
Blick zum Altarraum
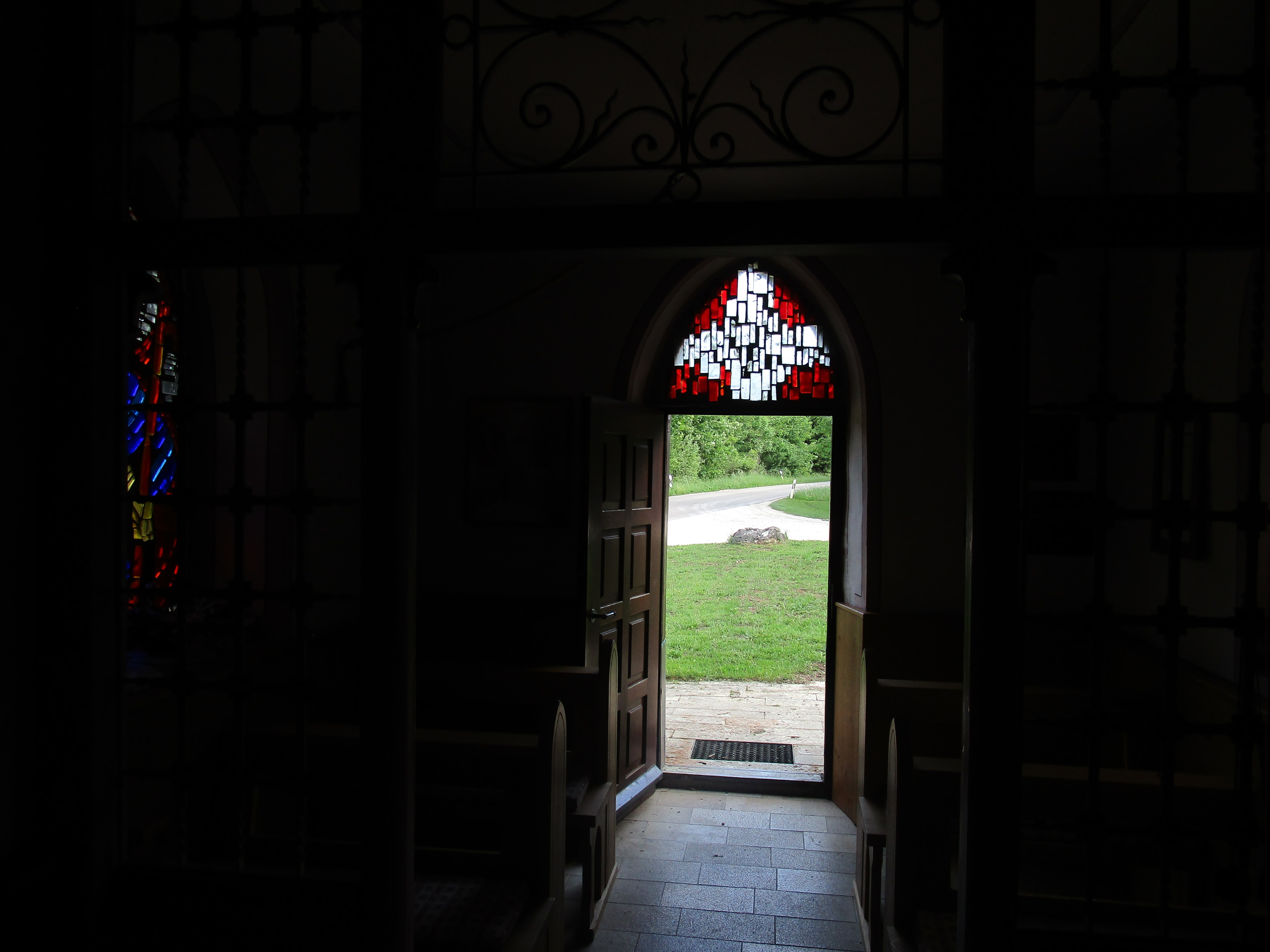
Der Eingang im Westen
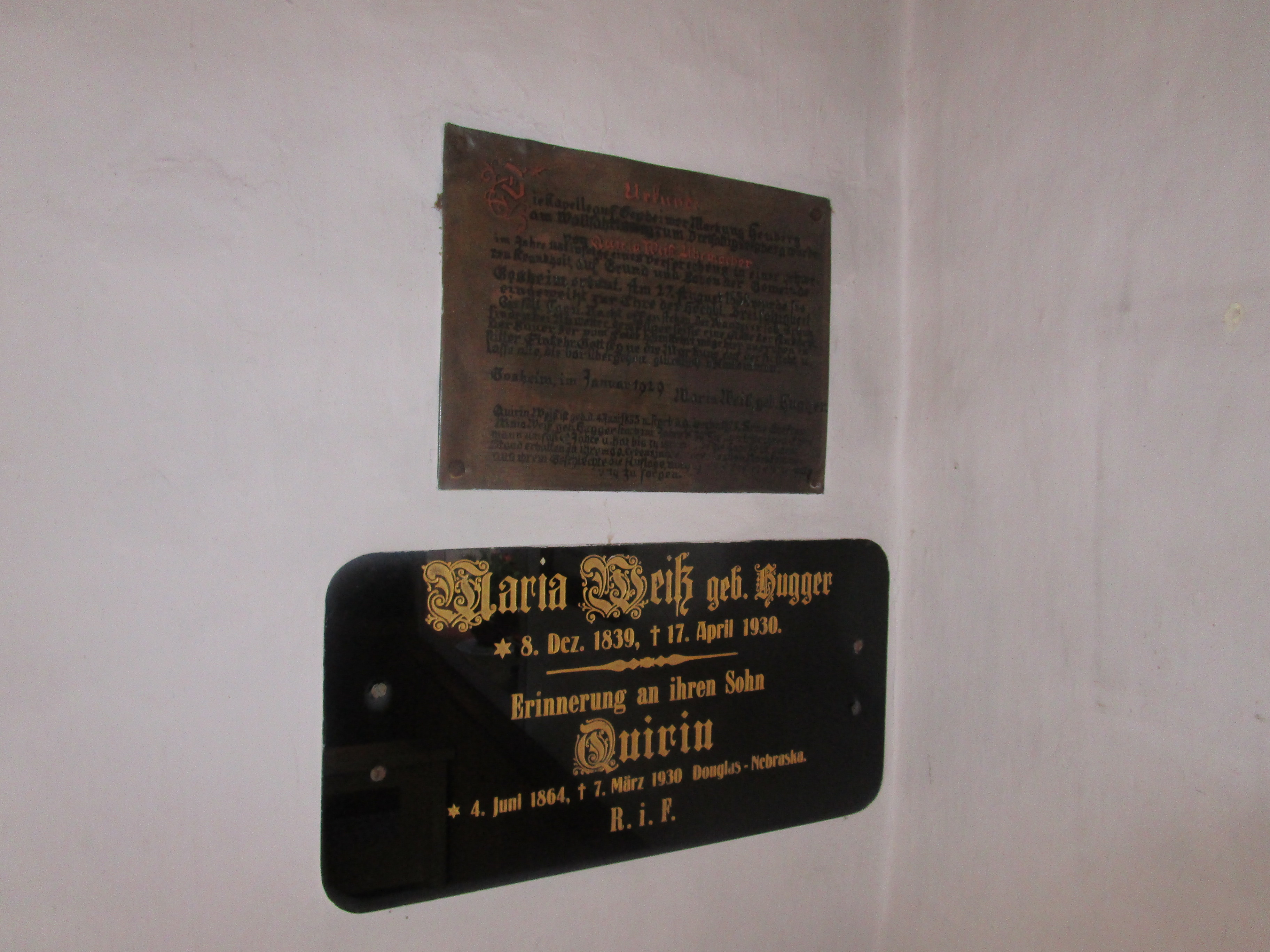
Die Beschreibung der Entstehung
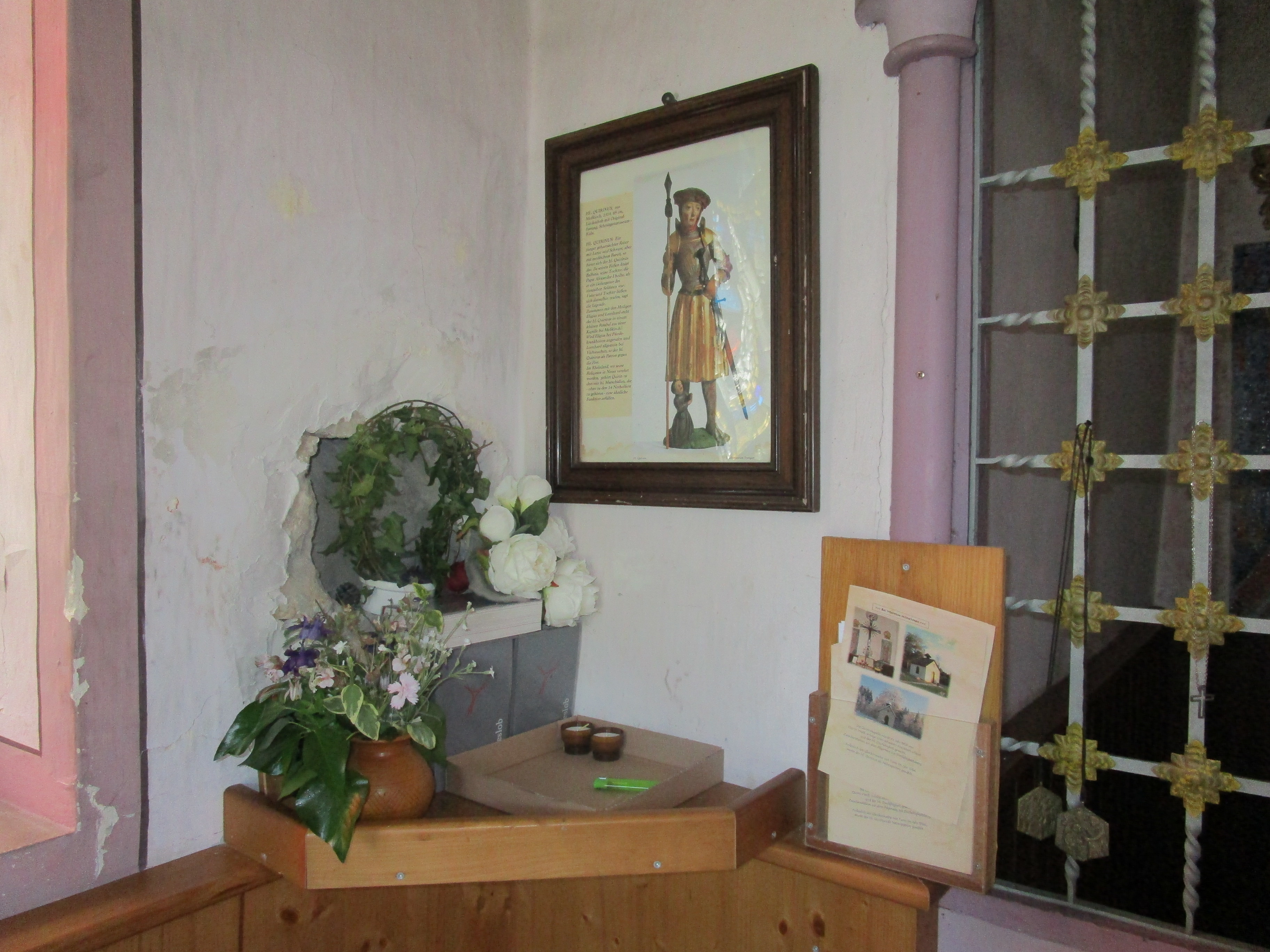
Diebstahl: Zerstörte Mauer
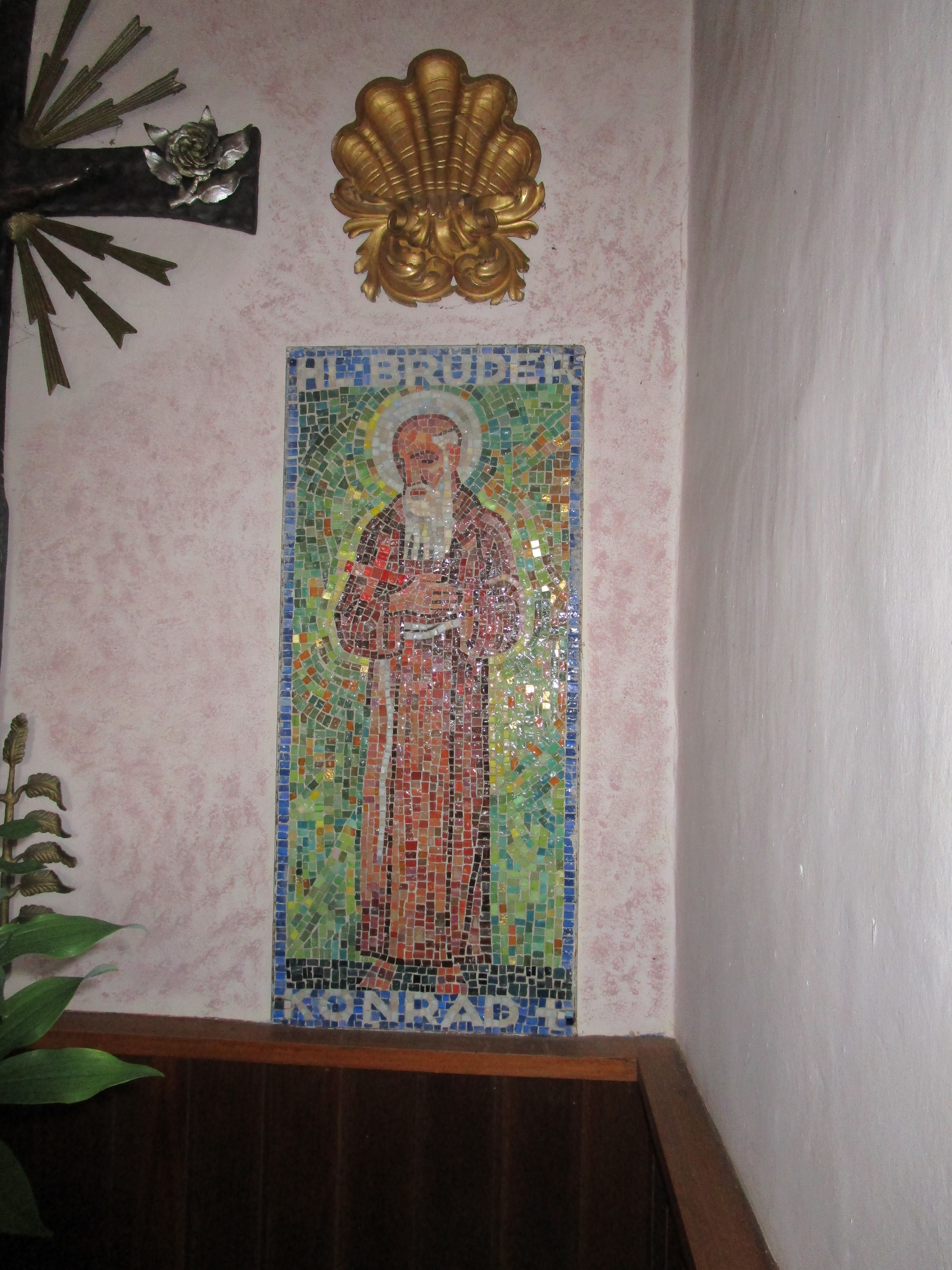
Bruder-Konrad-Mosaik
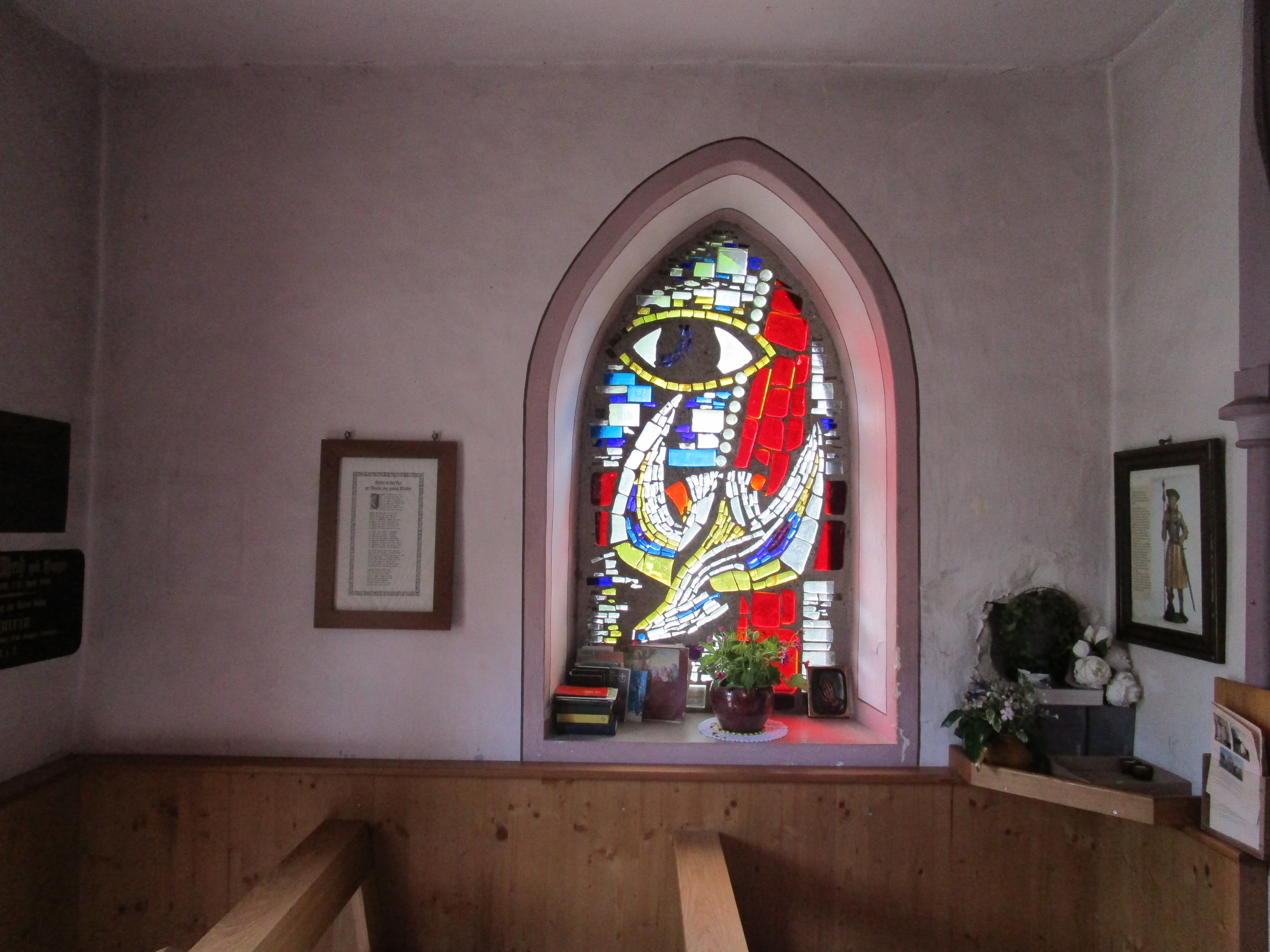
Heiliggeistfenster mit Taube

## Veranstaltungen
Ein Bittgottesdienst unter Beteiligung der Kapelle des Musikvereins Gosheim findet jährlich am Dienstag vor Christi Himmelfahrt vor der Quirinskapelle statt, bei Regenwetter in der Heilig-Kreuz-Kirche Gosheim.

## Beschädigungen beim Diebstahl des Opferstocks
Nach mehrmaligem Diebstahl des Opferstocks, der mit dem gewaltsamen Aufbrechen der Mauer verbunden war, so im Advent 2015 und Mitte Juni 2016, sahen die Betreuenden der Kapelle von der Erneuerung des Opferstocks ab und bitten auf Informationsblättern um Spenden durch Banküberweisung.

## Erreichbarkeit
Die Quirinskapelle liegt an einer von der Kreisstraße 5905 von Gosheim nach Bubsheim abzweigenden Asphaltstraße, die nach Böttingen führt. Auch der  Wanderweg am Albtrauf berührt die Kapelle.